# Смикув (гміна Фалкув)
Смикув (пол. Smyków) — село в Польщі, у гміні Фалкув Конецького повіту Свентокшиського воєводства.
Населення — 116 осіб (2011).
У 1975-1998 роках село належало до Пйотрковського воєводства.

## Демографія
Демографічна структура на день 31 березня 2011 року:
|          | Загалом | Допрацездатний вік | Працездатний вік | Постпрацездатний вік |
| -------- | ------- | ------------------ | ---------------- | -------------------- |
| Чоловіки | 52      | 5                  | 38               | 9                    |
| Жінки    | 64      | 12                 | 27               | 25                   |
| Разом    | 116     | 17                 | 65               | 34                   |